# OT Водолея
OT Водолея (лат. OT Aquarii) — одиночная переменная звезда в созвездии Водолея на расстоянии приблизительно 2725 световых лет (около 836 парсеков) от Солнца. Видимая звёздная величина звезды — от +10,1m до +9,6m.

## Характеристики
OT Водолея — красный гигант, пульсирующая полуправильная переменная звезда типа SRB (SRB) спектрального класса M. Радиус — около 83,53 солнечных, светимость — около 749,167 солнечных. Эффективная температура — около 3304 К.